# 日本チョコレート・ココア協会

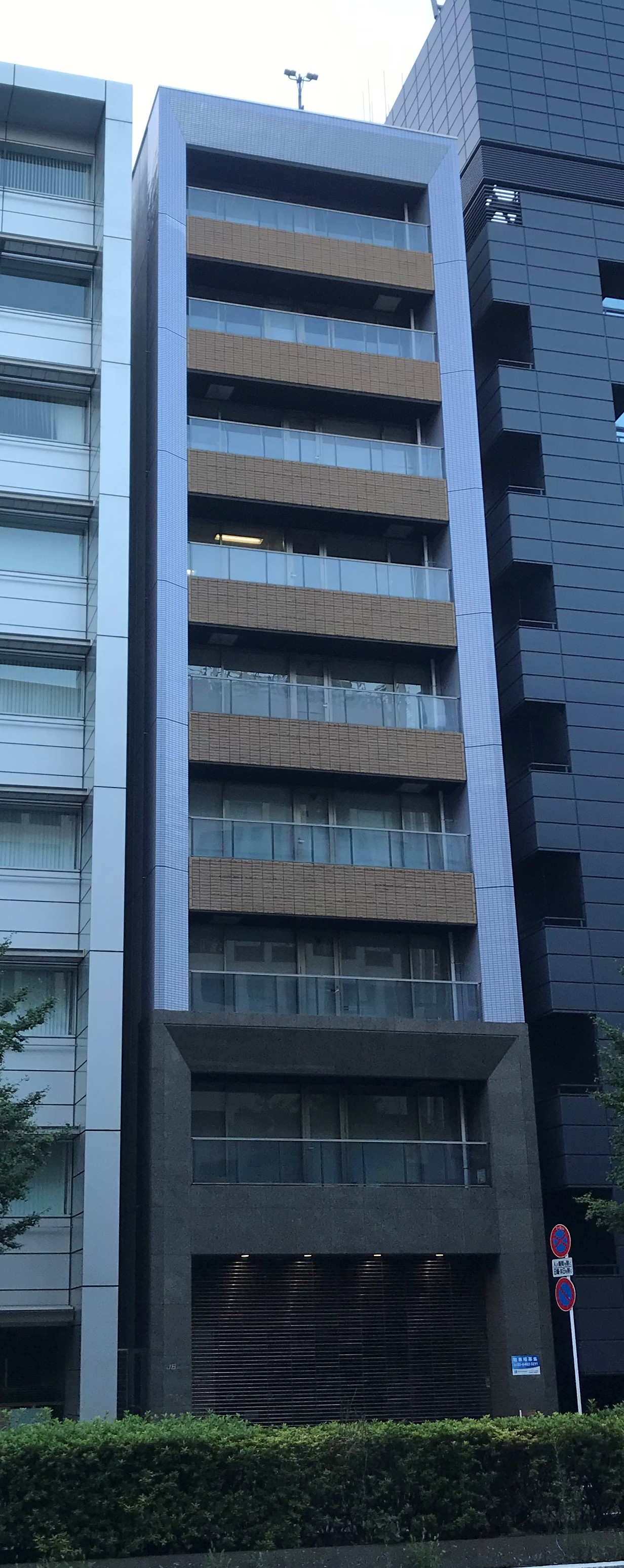
入居するJBビル

日本チョコレート・ココア協会（にほんチョコレート・ココアきょうかい、英文名称Chocolate & cocoa association of Japan）は、チョコレート及びココア製品（本項では「チョコレート等」と記す）の製造者の業界団体。

## 協会概要
- 事務局 - 東京都港区新橋6丁目9番5号（JBビル内）
- 創立 - 1952年1月
- 所管官庁 - 農林水産省
- 会長 - 新井徹（森永製菓代表取締役社長）
- 活動内容 - チョコレート等の消費促進のための広報活動や統計の実施、チョコレート等の原材料や技術面の取り組み、国内外の関係機関や会員相互の連絡・強調に関する取り組みなど。

## 会員
- 日本チョコレート工業協同組合
- 芥川製菓
- アサヒグループ食品
- 石屋製菓
- 江崎グリコ
- カバヤ食品
- ギンビス
- 正栄食品工業
- 大一製菓
- 大東カカオ
- 高岡食品工業
- 東京フード
- 日新化工

- 日清シスコ
- ネスレ日本
- 不二製油
- 不二家
- フルタ製菓
- ブルボン
- マースジャパンリミテッド
- 明治
- 名糖産業
- 森永製菓
- ヤマザキビスケット
- ロイズコンフェクト
- ロック製菓
- ロッテ

他、賛助会員75社